# Zuppa Romana
Die Zuppa Romana ist eine Variation der italienischen Süßspeise zuppa inglese alla romana. Sie wurde konzipiert als Torte in rechteckiger Form, nach oben hin verjüngend, so dass jede servierte Scheibe ein trapezförmiges Aussehen hat. Bestehend aus drei Schichten Biskuitteig, getränkt mit dem Saft von eingelegten Amarenakirschen, vermischt mit Rum. Die Füllung besteht aus den Amarenakirschen, bedeckt mit einer Vanille-Konditorcreme. Das Ganze ist umhüllt mit einer dicken Schicht Schlagrahm und garniert mit kandierten Kirschen.

## Geschichte
Die Zuppa Romana wurde erstmals 1954 im Café Roma in der Maximilianstraße in München serviert. Das inzwischen geschlossene Café war ein Szenecafé der Schickeria Münchens. Deshalb erlangte die Torte durch Berichte in den Klatschkolumnen der einschlägigen Zeitungen eine große Berühmtheit. Auf Grund von Nachfragen von Urlaubern an der Adriaküste nach der italienisch klingenden Torte wurde von dortigen Restaurants auch diese Torte angeboten, allerdings nach der typisch italienischen Machart mit kandierten Früchten und einer überbackenen Eiweißhaube. Eines dieser italienischen Rezepte findet sich sogar in einem deutschen Kochbuch wieder. Ausgenommen in Touristenzentren ist diese Torte in Italien aber unbekannt. Die Zuppa Romana wird heute in einigen Cafés und Restaurants in Deutschland, vor allem in der Region München angeboten, allerdings selten in der Urform, sondern als runde Torte mit diversen Variationen.

## Sonstiges
Zuppa Romana ist ein Lied der Gruppe Schrott nach 8, in dem mehr oder weniger eine italienische Speisekarte die Textvorlage lieferte.